# Dipartimento di Lac Léré
Il dipartimento di Lac Léré è un dipartimento del Ciad facente parte della provincia di Mayo-Kebbi Ovest. Il capoluogo è Léré.

## Comuni
Il dipartimento comprende i seguenti comuni:
- Guégou
- Lagon
- Léré
- Trené
- Guelo